# Singapura nos Jogos Olímpicos de Verão de 1956
A Singapura competiu nos Jogos Olímpicos de Verão de 1956, realizados em Melbourne, Austrália e Estocolmo, Suécia.

## Atletas
Os seguintes atletas participaram destes jogos:

### Atletimo
- Jesudason Janet Elizabeth
- Klass Mary Beatrice
- Kesavan Soon
- Tan Eng Yoon

### Basquetebol
- Sy Kee Chao
- Chen Sho Fa
- Henderson Jerome
- Ho Lien Siew
- Ko Tai Chuen
- Lee Chak Men
- Ong Kiat Guan
- Wee Tian Siak
- Wong Kim Poh
- Yee Tit Kwan
- Yeo Gek Huat

### Hockey
- Abdullah Hamid
- Ajit Singh Gill
- Vijiaratnam Arumugam
- Burdette Mathew Coutts
- Chai Hon Yam
- Devadas Vellupillai
- E. N Pillai
- Edwin Jeyaceilan Doraisamy
- Fred Fernandez
- Michael George Wright
- Osbert John de Rozario
- Percy Milton Pennefather
- Roy Sharma
- Roland Schoon
- Rudolf William Mosbergen
- S. Jeyathurai
- Sinnadurai Vellupillai
- William Douglas Hay

### Water polo
- Kee Soon Bee
- Tan Eng Liang
- Chee Lionel
- Gan Eng Teck
- Lim Ting Kiang David
- Lim Teck Pan
- Oh Chwee Hock
- Tan Eng Bock
- Thio Gim Hock
- Wolters Alexander
- Wolters Weibe Johan
- Yeo Oon Tat Eric

### Levantamento De Peso
- Tan Howe Liang
- Tan Ser Cher (7th place)
- Wong Kay Poh

### Iatismo
- Golding Kenneth Dunstan
- Ho Robert
- Holiday Edward Gilbert
- Johnson Keith Littlewood
- Snowden John